# Исайчев, Владимир Евгеньевич
Владимир Евгеньевич Исайчев (21 апреля 1986 года, Куйбышев) — российский профессиональный шоссейный велогонщик. Участник Летних Олимпийских игр 2012 года. Чемпион России в групповой гонке 2013 года.

## Победы
2012
- Тур Швейцарии — этап 5

2013
- Чемпион России в групповой гонке

2015
- Вуэльта Бургоса — этап 3

## Статистика выступлений наГранд Турах
| Гранд Тур | 2009 | 2010 | 2011 | 2012 | 2013 | 2014 | 2015 |
| --------- | ---- | ---- | ---- | ---- | ---- | ---- | ---- |
| Джиро     | 164  | –    | –    | –    | –    | –    | –    |
| Тур       | –    | –    | сход | –    | –    | 157  | –    |
| Вуэльта   | –    | 133  | –    | –    | 131  | –    |      |